# Soteapan (kommun)
Soteapan är en kommun i Mexiko.   Den ligger i delstaten Veracruz, i den sydöstra delen av landet, 500 km öster om huvudstaden Mexico City. Antalet invånare är 28 104. Arean är 528 kvadratkilometer.
Terrängen i Soteapan är kuperad åt sydväst, men åt nordost är den bergig.
Följande samhällen finns i Soteapan:
- Soteapan
- La Estribera
- Colonia la Magdalena
- Las Palomas
- Amamaloya
- San Antonio
- Mazumiapan Chico
- Reforma Agraria
- San Martín
- Cerro Colorado
- Pop-Sojnas